# Tall Sakra
Tall Sakra (arab. تل سكرة) – wieś w Syrii, w muhafazie Al-Hasaka. W 2004 roku liczyła 307 mieszkańców.